# Foly Dirane
Foly Dirane est aussi chanteur, animateur radio et télé et artiste musicien, réalisateur, producteur, acteur et formateur, né en 1958 à Bafoussam, Cameroun.

## Biographie

### Enfance et débuts
Né à Bafoussam, il obtient le CEPE à l’école primaire du Sacré-cœur de Mokolo. Après son baccalauréat au lycée général Leclerc, il devient animateur télé.

### Carrière
Il est un animateur vedette de la chaîne CRTV ; il anime notamment les émissions «Dance Cameroon Dance» et, pendant 17 ans, l'émission «Délire».
Il réalise un téléfilm, «Amours amères», en 2010,.

### Lutte contre la corruption
Il participe à la lutte contre la corruption dans son pays, dans le cadre d'une campagne de Transparency International en 2011 intitulée « L'éducation primaire publique au Cameroun : entre la mal gouvernance et un accès gratuit illusoire ». Cette campagne qui a mobilisé d'autres membres de la société civile, ainsi que du clergé et des maisons de presse, avait pour but de dénoncer «le paiement illégal des frais de scolarité dans les écoles primaires publiques par des parents en difficulté, alors qu'aucune redevance ne doit être payée».

### Homophobie
Il affiche publiquement ses opinions homophobes dans ses propos autant que dans ses disques, comme dans le titre Les mouches, sorti en 2011, où traite les homosexuels de « pédérastes sectaires »,.

### Vie privée
Marié à Tatiana Dirane, il est père de plusieurs enfants issues de précédents mariages.
Il serait atteint de la maladie d'Alzheimer depuis 2018,,.

## Récompenses
- 1989 Epis d'or de l'animation[1],[10]
- 1994 Prix de l'excellence africaine[1],[10]
- 1997 Trophée baobab de la communication[1],[10]
- 2000 Diplôme d'honneur et de distinction rapac[10]
- 2002 Transparency award testimonial (observatoire national anti-corruption)[10]
- 2004 Trophée meilleure voix masculine afriane television distinction honorifique fondation tribute sister[10]
- 2006 DJ's beats award tbc radio, Meilleur encadreur médiatique Camer foundation
- 2008 Prix de l'équité Ceras
- 2012 Meilleur ambassadeur de la jeunesse pour l'encadrement de la jeunesse camerounaise par linapdef[10]